# Arbogast Schmitt
Arbogast Schmitt (* 24. April 1943 in Linz, Oberösterreich) ist ein deutscher Gräzist.

## Leben
Arbogast Schmitt machte 1962 sein Abitur in Würzburg und studierte dann Gräzistik, Latinistik, Philosophie und Germanistik an den Universitäten Würzburg und Berlin. 
Nach dem Staatsexamen war er bis 1972 Studienreferendar und Lehrer an Gymnasien in Würzburg (Riemenschneider-Gymnasium, Röntgen-Gymnasium) und Aschaffenburg. Von 1972 bis 1981 war er Assistent bei Ernst Siegmann am Seminar für Klassische Philologie in Würzburg. 1974 wurde er mit einer Arbeit über „Die Bedeutung der sophistischen Logik für die mittlere Dialektik Platons“ promoviert. 1981 folgte, ebenfalls in Würzburg, die Habilitation mit dem Thema „Charakter und Schicksal in Sophokles’ ‚König Ödipus‘“. 
1982 erhielt er einen Lehrstuhl für Gräzistik an der Universität Mainz. 1991 wechselte er an die Universität Marburg, wo er mit dem Forschungsschwerpunkt über das Verhältnis der platonisch-aristotelischen Erkenntnistheorie zur Erkenntnistheorie der Neuzeit und den sich daraus ergebenden Folgen für das unterschiedliche Verständnis von Ästhetik, Ethik und Politik in Antike und Moderne arbeitet. Er leitet die Forschungsgruppe zur Rezeption der hellenistisch-römischen Antike in der Neuzeit und deren Folgen für die Entgegensetzung von Antike und Moderne
sowie die Forschergruppe über die aristotelische Rationalität als Grundlage der Kulturbrücke zwischen Orient und Okzident im Mittelalter. Im September 2008 trat er in den Ruhestand.
Neben einer umfangreichen Artikeledition und dem Verfassen einiger Monographien ist Schmitt intensiv als Übersetzer und Herausgeber tätig und betreute die Edition des Lexikons des frühgriechischen Epos als Vorsitzender der Kommission der Akademie der Wissenschaften zu Göttingen, deren korrespondierendes Mitglied er seit Januar 2008 ist,  bis zum Abschluss des Projekts im Jahr 2011. Er ist außerdem Mitglied im interdisziplinären Lehr- und Forschungsverbund „Menschenbilder“.
Am 14. Juli 2011 hielt Schmitt seine Abschiedsvorlesung an der Marburger Universität.
Der Fachbereich Philosophie und Geisteswissenschaften der FU Berlin hat Schmitt seit 2011 zum Honorarprofessor bestellt.
Schmitt wirkte auch als akademischer Lehrer. Mit Wolfgang Bernard (Universität Rostock), Christian Pietsch (Universität Münster), Rainer Thiel (Universität Jena), Stefan Büttner (Universität Wien), Gyburg Uhlmann (Technische Universität Nürnberg) und Michael Krewet (Universität Regensburg) erhielten sechs Schülerinnen und Schüler einen Lehrstuhl für Gräzistik.

## Veröffentlichungen (Auswahl)
Editionen, Übersetzungen, Kommentare
- Übersetzung und Kommentierung der „Poetik“ des Aristoteles im Rahmen des von Hellmut Flashar herausgegebenen „Aristoteles, Werke in deutscher Übersetzung“.
- Übersetzung und Kommentierung von „Platon, Staat V-VII“ im Rahmen der von Ernst Heitsch und Carl Werner Müller herausgegebenen Platon-Ausgabe der Akademie der Wissenschaften und der Literatur, Mainz.
- Edition und Kommentierung der Frühen Schriften zur Klassischen Philologie von Friedrich Nietzsche im Rahmen der Kritischen Gesamtausgabe, Berlin/New York 1967 ff.

Mitherausgaben
- Ernst Siegmann: Homer. Vorlesungen über die Odyssee, hg. von Joachim Latacz, Arbogast Schmitt, Erika Simon, Würzburg 1987.
- Joachim Latacz: Erschließung der Antike. Kleine Schriften zur Literatur der Griechen und Römer, hg. von Fritz Graf, Jürgen von Ungern-Sternberg, Arbogast Schmitt, Stuttgart/Leipzig 1994.
- Gottesbilder in Antike und Moderne, hg. von Arbogast Schmitt und Malte Dominik Krüger, Hannover 2024, ISBN 978-3-933722-89-8

Monographien
- Die Bedeutung der sophistischen Logik für die mittlere Dialektik Platons, Diss. Würzburg 1974.
- Charakter und Schicksal in Sophokles’ »König Ödipus« (unveröffentlichte Habilitationsschrift Würzburg 1980).
- Selbständigkeit und Abhängigkeit menschlichen Handelns bei Homer. Hermeneutische Untersuchungen zur Psychologie Homers. (Abhandlungen der Akademie der Wissenschaften und der Literatur in Mainz 1990/5), Stuttgart 1990.
- Autocoscienza moderna e interpretazione dell’antichità: la loro reciproca interdipendenza illustrata sull’esempio della fondazione critica della conoscenza in Platone e Cartesio. Neapel 1993.
- Der Einzelne und die Gemeinschaft in der Dichtung Homers und in der Staatstheorie bei Platon. Zur Ableitung der Staatstheorie aus der Psychologie. Stuttgart 2000 (= Abh. der Frankfurter Akademie der Wissenschaften. Band 38,2).
- Die Moderne und Platon. Verlag J. B. Metzler Stuttgart, Weimar 2003. Zweite Auflage als: Die Moderne und Platon. Zwei Grundformen europäischer Rationalität. Verlag J. B. Metzler Stuttgart, Weimar 2., überarbeitete Auflage 2008.
- Wie aufgeklärt ist die Vernunft der Aufklärung? Eine Kritik aus aristotelischer Sicht. Heidelberg 2016.
- Die Moderne und die Antike. Gründe und Folgen des größten Kulturbruchs in der Geschichte Europas, Heidelberg 2019 (Studien zu Literatur und Erkenntnis, Bd. 16), ISBN 978-3-8253-4611-9.
- Gibt es ein Wissen von Gott? Plädoyer für einen rationalen Gottesbegriff, Heidelberg 2019 (Studien zu Literatur und Erkenntnis, Bd. 17), ISBN 978-3-8253-4612-6.
- Denken ist Unterscheiden. Eine Kritik an der Gleichsetzung von Denken und Bewusstsein, Heidelberg 2020 (Studien zu Literatur und Erkenntnis, Bd. 18), ISBN 978-3-8253-4711-6.
- mit Malte Dominik Krüger und Andreas Lindemann: Erkenntnis des Göttlichen im Bild? Perspektiven hermeneutischer Theologie und antiker Philosophie. Leipzig 2021, ISBN 978-3-374-06746-6.
- Ontologie der Antike. Die Frage nach dem Sein bei Parmenides, Hannover 2022, ISBN 978-3-933-72285-0.